# 1878 en architecture
| Années de l'architecture : 1875 - 1876 - 1877 - 1878 - 1879 - 1880 - 1881    |
| Décennies de l'architecture : 1840 - 1850 - 1860 - 1870 - 1880 - 1890 - 1900 |

Cet article présente les faits marquants de l'année 1878 en architecture.

## Réalisations
- La construction du château de Herrenchiemsee commence en Bavière, dessiné par Georg Dollman.
- Construction du Semperoper à Dresde par Gottfried Semper.

## Événements
- Thaddeus Hyatt introduit un brevet pour le béton armé aux États-Unis.

## Récompenses
- Royal Gold Medal : Alfred Waterhouse.
- Prix de Rome : Victor Laloux.

## Naissances
- 24 mars : Adolphe Thiers (architecte) († 1957).
- 3 mai : Ralph Knott († 25 janvier 1929).
- 24 juin : James Walter Chapman-Taylor († 25 octobre 1958).
- Arthur Joseph Davis († 1951).

## Décès
- 27 mars : George Gilbert Scott (° 13 juillet 1811).
- 29 mars : Charles-Félix Maillet du Boullay, architecte français (° 3 mars 1795).
- 9 septembre : Constant Douillard, architecte français, actif à Nantes et en Loire-Atlantique (° 9 mars 1795).